# Plebejus micrargus
Plebejus micrargus är en fjärilsart som beskrevs av Butler 1878. Plebejus micrargus ingår i släktet Plebejus och familjen juvelvingar. Inga underarter finns listade i Catalogue of Life.